# 스타페리

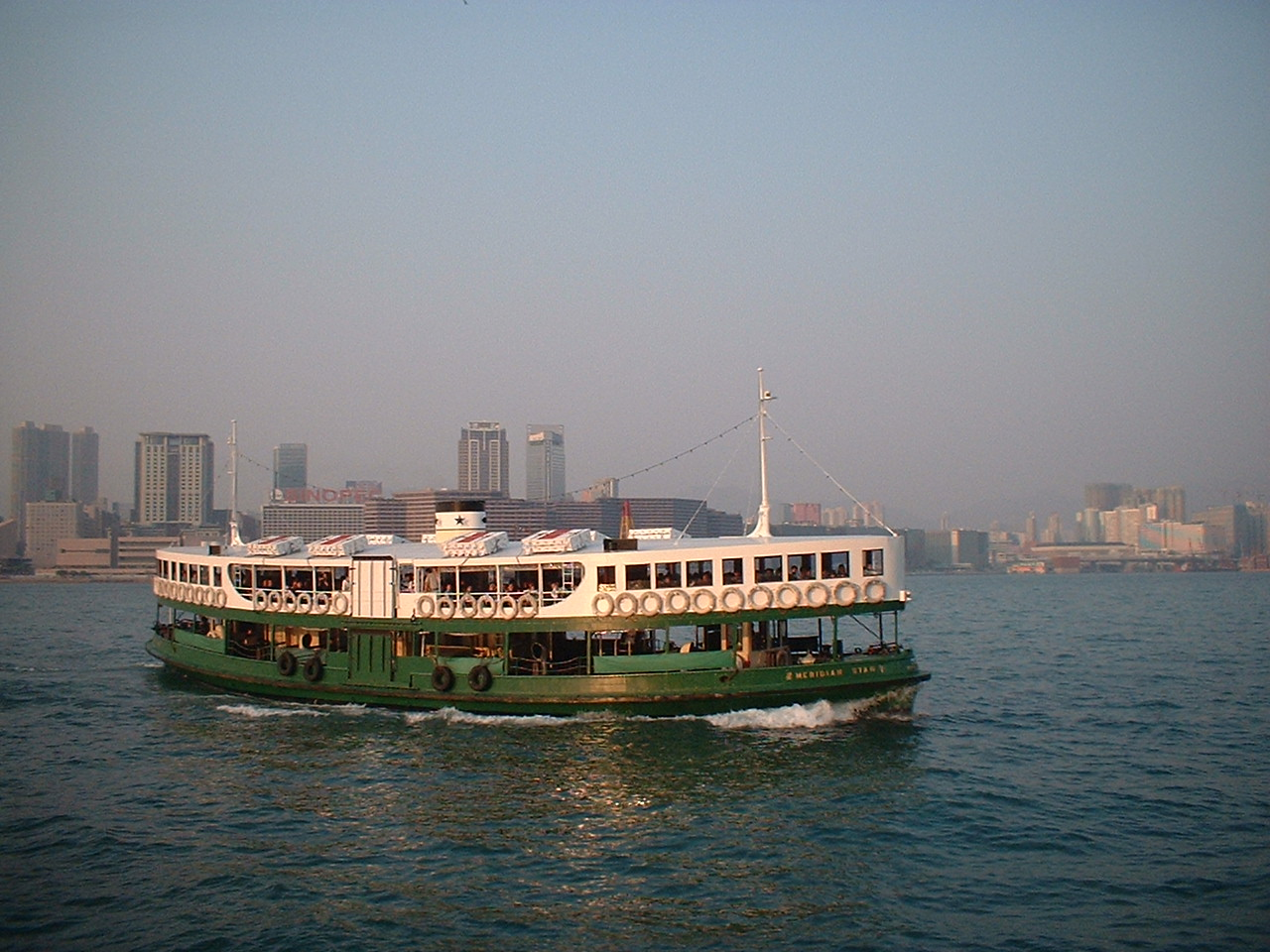
스타페리

스타페리(중국어: 天星小輪, 병음: Tiānxīng Xiǎolún, 영어: Star Ferry)는 홍콩의 빅토리아항에서 운항되는 페리이다.

## 개요
홍콩 중심부에 위치한 빅토리아항의 침사추이와 쭝완, 침사추이와 완짜이 간을 운항하는 페리이다. 연간 약 260,000명의 승객을 수송하고 있다.

## 같이 보기
- 홍콩의 지역 목록
- 홍콩의 교통